# 58 př. n. l.

## Události
- Bitva u Vogéz – bitva Julia Caesara s germánskou koalicí vedenou Ariovistem

## Narození
- ? – Livia Drusilla, římská císařovna, třetí manželka Augusta († 29)

## Hlavy států
- Parthská říše – Fraatés III. (71/70 – 58/57 př. n. l.) » Mithradatés III.? (58/57 – 56/55 př. n. l.) + Oródés II.? (58/57 – 38 př. n. l.)
- Egypt – Ptolemaios XII. Neos Dionýsos (80 – 51 př. n. l.)
- Čína – Suan-ti (dynastie Západní Chan)